# Campanula hawkinsiana
Campanula hawkinsiana är en klockväxtart som beskrevs av Heinrich Carl Haussknecht och Theodor Heinrich von Heldreich. Campanula hawkinsiana ingår i släktet blåklockor, och familjen klockväxter. Inga underarter finns listade i Catalogue of Life.

## Bildgalleri

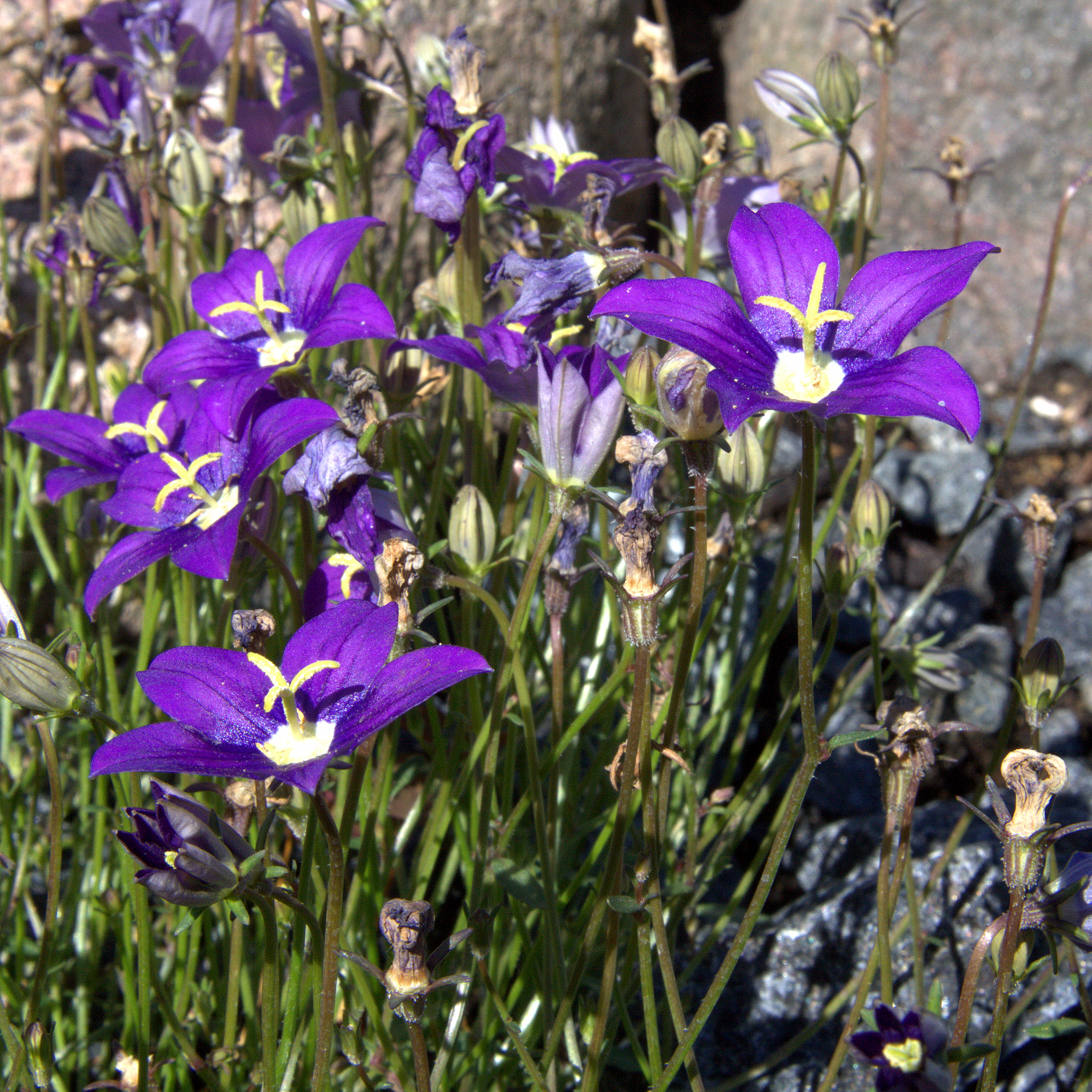